# Spreadsheetmanager
Een spreadsheetmanager is pejoratieve benaming voor een manager die slechts op meetbare gegevens of cijfertjes (de spreadsheet) stuurt. Het impliciete verwijt hierbij is dat er weinig of geen rekening gehouden wordt met minder goed meetbare aspecten, zoals de tevredenheid van klant en werknemer. De impliciete aanname daar weer achter is dat klanttevredenheid en werknemertevredenheid niet meetbaar zouden zijn.
Daarnaast kan de term in niet pejoratieve zin verwijzen naar een functionaris die een (belangrijke) spreadsheet beheert.